# Camada de aplicação

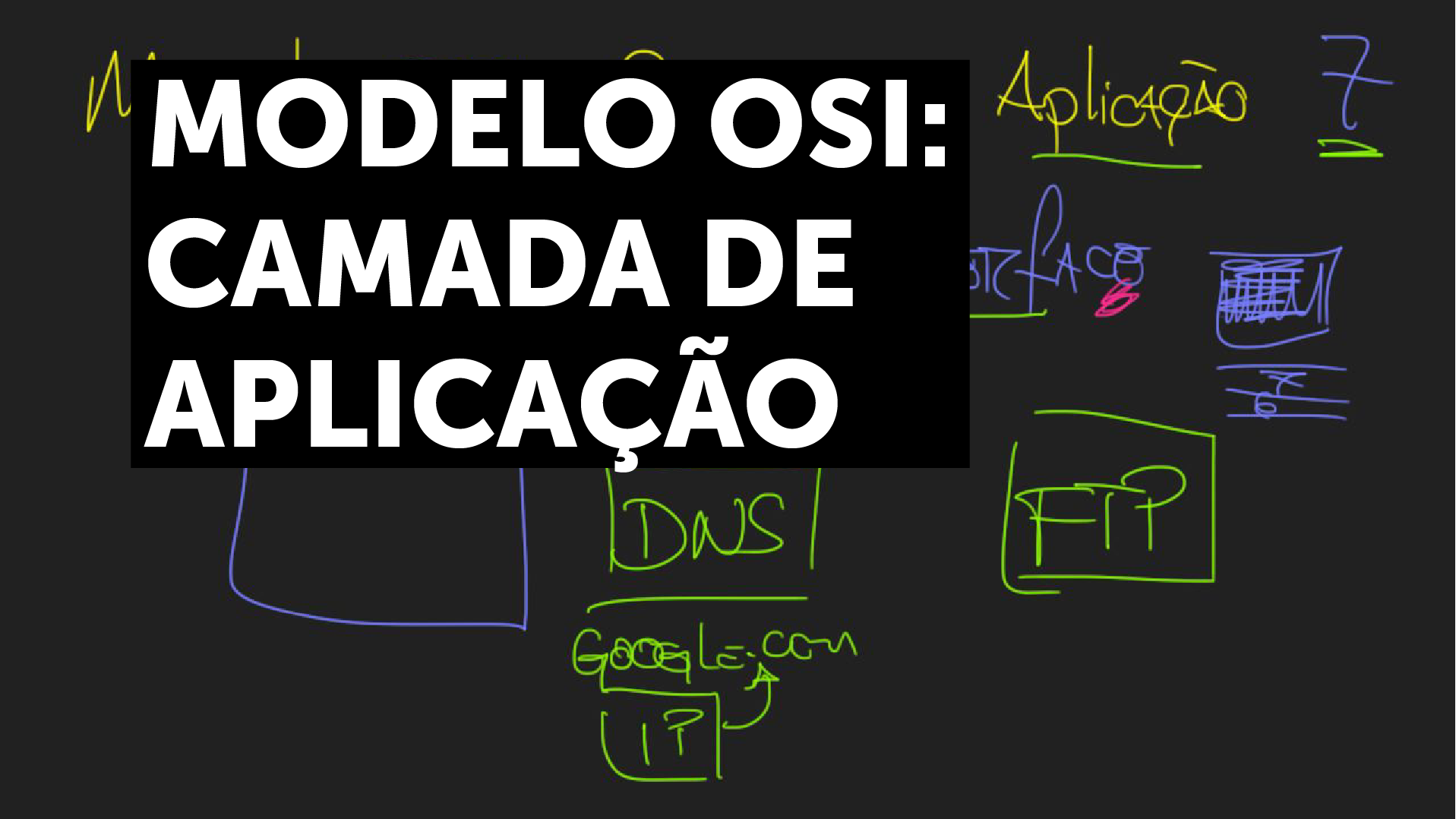
[https://blog.mastertech.tech/tecnologia/modelo-osi-camada-de-aplicacao/ Vídeo explicativo sobre a Camada de Aplicação

A camada de aplicação é um termo utilizado em redes de computadores para designar uma camada de abstração que engloba protocolos que realizam a comunicação fim-a-fim entre aplicações. No modelo OSI, é a sétima camada. É responsável por prover serviços para aplicações de modo a separar a existência de comunicação em rede entre processos de diferentes computadores. No modelo TCP/IP é a camada cinco (podendo ser a número quatro dependendo do autor) que engloba também as camadas de apresentação e sessão no Modelo OSI.
É a camada mais próxima do usuário, na qual é a encarregada quando o cliente acessa o e-mail, páginas WEB, mensagens instantâneas, Login remoto, vídeo-clipes, videoconferência, etc. A arquitetura de aplicação permite que o utilizador acesse essas funções. Logo, existem três tipos de arquitetura: .
- Arquitetura cliente-servidor;
- Arquitetura P2P;
- Arquitetura híbrida de cliente-servidor e P2P;

Os protocolos da camada de aplicação atuam junto com os protocolos da camada de transporte (TCP/IP e UDP). Eles definem como os processos de uma aplicação trocam mensagens entre si. Assim, os principais protocolos de aplicação são: TELNET, FTP, TFTP, SMTP, POP, IMAP, DNS, HTTP, HTTPS, RTP, MIME e TLS.. Alguns desses protocolos são de domínio público, definidos em RFCs.
Como nas outras camadas do modelo, os protocolos da camada de aplicação contam com os da camada inferior para realizar o transporte dos dados através da rede - os dados do protocolo de aplicação são encapsulados no protocolo da camada inferior.

## Exemplos
- LDAP - Lightweight Directory Access Protocol
- Protocolo de Início de Sessão
- BitTorrent
- Secure Shell

## Domain Name System
Um dos protocolos da camada de aplicação é o DNS, seu principal objetivo é alterar a forma de acessar uma página web ou outros recursos que usam endereço de rede do servidor. Em vez de acessar pelo endereço IP por exemplo, que é algo variável e difícil de memorizar, é bem mais fácil acessar por um nome de domínio independentemente do endereço IP. O sistema funciona da seguinte maneira, a aplicação faz uma requisição enviando o nome por meio de um resolvedor ao servidor DNS local, retornando uma resposta contendo o endereço IP.

## Correio eletrônico
O correio eletrônico ficou famoso através do seu uso acadêmico, na década de 90 várias universidades utilizavam-se desse serviço para trocar informações, porém nessa época ele era constituído inteiramente de protocolos de transferência de arquivos. Nos dias de hoje ele exerce um papel muito importante na nossa sociedade, visto que o número de mensagens trocadas através desse serviço já ultrapassou o número de cartas reais do correio convencional, e se transformou em uma forma de comunicação informal acessível a todos que possuem acesso à internet com quase ilimitadas capacidades de utilização.
O correio eletrônico se constitui basicamente de dois subsistemas, o agente de usuário e o agente de transferência que são responsáveis por permitir a leitura e o envio de mensagens 

### Agente de usuário
O agente de usuário é um software gráfico ou uma interface baseada em textos e comandos, este é o subsistema que permita a interação do usuário com o sistema de correio eletrônico (e-mail). Ele é um meio que permite escrever mensagens, receber mensagens, ler mensagens e arquivar mensagens.
Alguns exemplos de Agente de usuário são: Gmail; Microsoft Outlook; Apple Mail;

### Agente de transferência
O agente de transferência é composto por processos que estão normalmente sendo executados em segundo plano nas máquinas servidoras de e-mail. Sua tarefa é por meio de um protocolo chamado SMTP (Simple Mail Transfer Protocol) enviar e-mail do remetente para o destinatário, confirmar que o e-mail foi enviado ou então retornar qualquer falha que possa ter ocorrido no processo de envio do e-mail.

### Última etapa
A Entrega final em uma arquitetura de e-mail refere-se ao processo de entrega do e-mail ao usuário. Como o SMTP não foi projetado para esta finalidade, é utilizado outros protocolos nesta etapa. O IMAP (Internet Message Access Protocol) é um dos principais protocolos utilizados para este fim. Ele é responsável por organizar, listar e buscar as mensagens em pastas. Também é possível encontrar protocolos fechados, como o Microsoft Exchange.
Algo bem comum para a realização desta última etapa é utilizar o Webmail. Este é um software que fornece os serviços onde os usuários podem utilizar máquinas conectadas à internet para enviar e acessar as mensagens, são eles: Google Gmail, Microsoft Hotmail e Yahoo! Mail. Geralmente estes fornecem opções de servidores IMAP e POP3(Post Office Protocol, version 3) para que os usuários tenham acesso aos e-mails através de outras aplicações. 